# White Riot
Singles de The Clash
Capital Radio One
(1977)
Pistes de The Clash
I'm So Bored with the U.S.A.
(3) Hate & War
(5)
White Riot est le premier single du groupe de punk rock The Clash, sorti en mars 1977. Cette chanson est présente sur leur premier album éponyme.

## Musiciens
- Joe Strummer − chant, guitare rythmique
- Mick Jones − guitare, chant
- Paul Simonon − guitare basse
- Terry Chimes − batterie

## Deux versions
Deux versions distinctes de cette chanson existent : l'originale, sur la version anglaise de l'album, et la seconde, enregistrée avec une intro différente, sortie en single et sur la version américaine de The Clash (éditée deux ans plus tard, en 1979). La version qui figure sur l'album est enregistrée sur une console huit pistes à la National Film and Television School de Beaconsfield.
La première version dure 1 min 56 s, tandis que le single et la version de l'album américain, 2 min 1 s.

## Style
La chanson est courte et intense, influencée par le style des Ramones sur trois accords enchainés très rapidement. On entend le guitariste Mick Jones compter « one - two - three - four » au début du morceau, sur la version "UK" de l'album. Dans sa deuxième version (single et album "US"), le morceau débute par le son d'une sirène de police qui s'approche, et intègre d'autres effets sonores (bruits de pas, bris de verre, sonnerie d'alarme).
Les paroles de la chanson évoquent les classes sociales et ethniques, ce qui provoque une polémique : certains pensent qu'elle prône une sorte de guerre ethnique. Au lieu de cela, le parolier Joe Strummer essaye plutôt d'inciter les jeunes blancs à se rebeller pour une vraie cause, alors qu'il ressent que la communauté noire l'avait déjà fait (au Royaume-Uni).
Le titre contient un message d'action dans les lignes « Are you taking orders ? Or are you taking over ? / Are you going backwards ? Or are you going forwards? » (Vous plierez vous aux ordres ? Ou prendrez vous le dessus ? / Allez vous reculer ? Ou irez vous de l'avant ?)
La chanson est écrite après que Joe Strummer et le bassiste Paul Simonon furent impliqués dans les émeutes du carnaval de Notting Hill de 1976.
La chanson et le reste de l'album sont enregistrés à Londres dans le studio 3 de CBS sur Whitfield Street, par l'ingénieur du son Simon Humphrey. Il déclare : « White Riot capture la quintessence du son des Clash et je pense que j'y suis pour beaucoup. Ils ont eu carte blanche par la maison de disques et à aucun moment je n'ai remis en question la validité de ce qu'ils faisaient. Tant d'autres ingénieurs auraient essayé de policer cet enregistrement, et il n'était pas policé. Il est ce qu'il est — une révolte de la classe ouvrière, pas une révolte de la classe moyenne — et c'est pourquoi c'est génial ». Le son de la guitare Fender Telecaster de Joe Strummer est livré tel quel, sans artifices, et la batterie n'est pas étouffée, contrairement à la majorité des enregistrements de l'époque. La voix principale est gravée en seulement 2 ou 3 prises. Joe Strummer joue de la guitare en même temps qu'il chante, même si la guitare n'est pas branchée. La production est confiée à Mickey Foote, une connaissance du groupe.
Lors de sa sortie au Royaume-Uni le 26 mars 1977, le premier album des Clash fait immédiatement la une des journaux. Après que la chanson ait provoqué des bagarres dans le public lors de certains de leurs concerts, les organisateurs de tournées leurs demandent de s'abstenir de la jouer. Avant un concert, Joe Strummer et Mick Jones en viennent même aux mains dans les vestiaires, ce dernier ne voulant pas l'interpréter.

## Single
La version single de White Riot est enregistrée et mixée en trois jours avec la face B 1977, un titre non présent sur l'album. Cette chanson est assez similaire à White Riot, et  suggère que la musique d'Elvis Presley, des Beatles et autres Rolling Stones est dépassée : « No Elvis, Beatles or the Rolling Stones in 1977 ».

## Notoriété
White Riot est considérée comme un classique du répertoire des Clash, bien que le temps passant, Mick Jones refusât parfois de la jouer sur scène, la jugeant vulgaire et musicalement inadaptée. 20 ans après sa création, Joe Strummer la joue en concert avec son groupe, The Mescaleros.
Lors de sa sortie, le single se classe immédiatement au Royaume-Uni, et atteint la 38e place du hit-parade britannique.
En mars 2005, le magazine Q classe White Riot à la 34e place de sa liste des « 100 plus grandes chansons à la guitare ».
La chanson est notamment reprise par Cock Sparrer, Sham 69, les Bérurier noir, Dropkick Murphys, The Vibrators, Camper Van Beethoven, Anti-Flag, Brigitte Bop, The Babyshambles, Washington Dead Cats, No One Is Innocent, Pussy Riot, etc.

### Sources
- (en) Richard Buskin, « Classic Tracks: The Clash 'White Riot' », sur Sound On Sound, octobre 2013 (consulté le 30 novembre 2021)